# Assolo
Pour les articles homonymes, voir Assolo (homonymie).
Assolo est une commune de la province d'Oristano, dans la région Sardaigne, en Italie.

## Administration
| Période                                  | Période  | Identité            | Étiquette | Qualité |
| ---------------------------------------- | -------- | ------------------- | --------- | ------- |
| 9 mai 2005                               | En cours | Antonello Carrucciu |           |         |
| Les données manquantes sont à compléter. |          |                     |           |         |

### Communes limitrophes
Albagiara, Genoni, Nureci, Senis, Villa Sant'Antonio.

### Évolution démographique
Habitents recensés